# گربه‌ماهی نواری
گربه‌ماهی نواری (Pseudoplatystoma fasciatum) که با نامهای سوروبیم میله ای یا گربه‌ماهی میله ای نیز شناخته میشود، گونه ای از گربه‌ماهی های سبیل‌بلند بومی سورینام، کورانتین و اسکیبو است.  یک شکارچی شب که عمدتاً از سایر ماهی ها و خرچنگ ها تغذیه می کند.  جنس ماده به اندازه قابل توجه‌تری نسبت به نرها بزرگتر هستند.. ماده‌ها در حدود 56 سانتیمتری و نرها در 45 سانتیمتری به بلوغ جنسی می رسند.  این گونه در حداکثر رشد به ۹۰ سانتیمتر (۳۵ اینچ) می رسد. 

## همچنین ببینید
- لیست گونه های ماهی آکواریومی آب شیرین

## مراجع
1. 1 2 3  Buitrago–Suárez, U.A. and Burr, B.M. (2007) "Taxonomy of the catfish genus Pseudoplatystoma Bleeker (Siluriformes: Pimelodidae) with recognition of eight species"; Zootaxa 1512: 1-38.
2. ↑  Nuñez et al, 2008. Induced breeding and larval rearing of Surubi, Pseudoplatystoma fasciatum (Linnaeus, 1766), from the Bolivian Amazon, DOI: 10.1111/j.1365-2109.2008.01928.x